# Lernmatrix
Die Lernmatrix ist ein besonderer Typ eines künstlichen Neuronalen Netzes (KNN), der vom Informatik- und KNN-Pionier Karl Steinbuch um 1960 erfunden wurde.

## Anwendung
Mit diesem technischen Modell für lernfähige Systeme lassen sich, ähnlich den bedingten Pawlowschen Reflexen bei Lebewesen, komplexe Verknüpfungen zwischen gewissen Eigenschaftsmengen (z. B. Buchstaben eines Alphabets) und zugehörigen Bedeutungen herstellen.
Mit dieser grundlegenden Erfindung wurden letztlich die technische Zeichenerkennung, die Gestaltwahrnehmung, die automatische Übersetzung, die Decodierung von gestörten Nachrichten in der Funk- und Datenübertragung oder auch die heutige Kopier- und Faxtechnik ermöglicht.

## Funktion
Die Lernmatrix besteht allgemein aus
- n „Eigenschaftsleitungen“ und
- m „Bedeutungsleitungen“.

Dabei ist jede Eigenschaftsleitung mit jeder Bedeutungsleitung verknüpft, ähnlich wie im Gehirn die Neuronen durch Synapsen verknüpft sind. (Dies kann auf verschiedene Weise realisiert werden – Steinbuch zufolge kann dies durchaus als reine Hardwarelösung geschehen, statt als Computerprogramm).
So lassen sich bedingte komplexe Verknüpfungen herstellen zwischen gewissen Eigenschaftsmengen (z. B. Buchstaben eines Alphabets oder Punkten in bestimmten Farben) und zugehörigen Bedeutungen (aus jenen Buchstaben gebildeten Wörter, oder Figuren aus jenen Punkten).
Eine Lernmatrix muss in jedem Fall „trainiert“ werden; hierzu werden an den entsprechenden Eigenschafts- und Bedeutungsleitungen Werte angegeben (binär oder reell); dann werden die Verbindungen zwischen allen Paaren aus Eigenschafts- und Bedeutungsleitungen verstärkt. (Für die Berechnung dieser Verstärkung wird auch die Hebb-Regel verwendet.) Wenn die Lernphase abgeschlossen ist, beginnt die „Kannphase“: Bei einer bestimmten Eingabe an den Eigenschaftsleitungen aktiviert die Lernmatrix die entsprechenden Bedeutungsleitungen.
Durch geeignete Zusammenschaltung mehrerer Lernmatrizen kann man ein Schaltsystem aufbauen, das nach Absolvierung bestimmter Trainingsphasen schließlich in der Lage ist, zu einer eingegebenen Folge von Merkmalen automatisch die wahrscheinlichste zugehörige Bedeutung zu ermitteln.